# دييغو كورتيس
دييغو كورتيس (بالإسبانية: Diego Cortés) (18 يونيو 1998 بغوادالاخارا في المكسيك - ) هو لاعب كرة قدم مكسيكي في مركز الدفاع. لعب مع نادي غوادالاخارا.

## وصلات خارجية
- دييغو كورتيس على موقع قاعدة بيانات كرة القدم.إي يو (الإنجليزية)
- دييغو كورتيس على موقع Soccerway.com (الإنجليزية)